# Garota de Ipanema
„The Girl from Ipanema“ („Момичето от Ипанема“) e по-популярното английско име на бразилска боса нова песен, която печели награда „Грами за най-добър запис” през 1965 г.
Оригиналното португалско име на песента е Garota de Ipanema. Музиката е на Антониу Карлус Жобим, португалският текст е на Винисиус ди Морайс, а английският – на Норман Гимбъл. По времето на създаването на песента Ипанема, квартал на Рио де Жанейро, се счита за артистичния квартал на бразилския метропол.
Песента е записана през 1962 г. от Пери Рибейро. Версията на Аструд Жилберту, Жуау Жилберту и Стан Гец от албума „Getz/Gilberto“ става световен хит. В американската класация „Билборд Хот 100“ достига номер 5, а във Великобритания – до номер 29.
През 2009 г. е избрана от бразилското издание на Ролинг Стоун за 27-ата най-добра бразилска песен.